# Uliocnemis
Uliocnemis is een geslacht van vlinders van de familie spanners (Geometridae), uit de onderfamilie Geometrinae.

## Soorten
- U. biplagiata Moore, 1887
- U. castalaria Oberthür, 1916
- U. partita Walker, 1861
- U. woodfordi Warren, 1899